# Ophiorrhiza ferruginea
Ophiorrhiza ferruginea är en måreväxtart som beskrevs av Theodoric Valeton. Ophiorrhiza ferruginea ingår i släktet Ophiorrhiza och familjen måreväxter. Inga underarter finns listade i Catalogue of Life.